# Taudactylus pleione
Taudactylus pleione (tên tiếng Anh: Pleione's Torrent Frog) là một loài ếch trong họ Myobatrachidae. Nó là loài đặc hữu của tây nam Queensland ở Úc.